# Liberation Tour
Liberation Tour chuyến lưu diễn thứ năm của nghệ sĩ thu âm người Mỹ Christina Aguilera, tổ chức để hỗ trợ tiêu thụ album thứ tám của cô, Liberation (2018). Bao gồm 21 show diễn, tour này đã đi qua Bắc Mỹ. Nó đánh dấu chuyến lưu diễn đầu tiên của Aguilera trong hơn 10 năm, kể từ sau Back to Basics Tour bắt đầu vào năm 2006. Một tour lưu diễn châu Âu tiếp theo có tên là The X Tour đã được tổ chức vào năm 2019.
Liberation Tour được xếp hạng #132 trên bảng xếp hạng 100 chuyến lưu diễn thành công nhất Bắc Mỹ của Pollstar vào cuối năm 2018 với tổng doanh thu 8,7 triệu đô la và số người tham dự là 73.973. Nó được phong là một trong những live show hay nhất 2018 bởi Billboard.